# Keith Gordon
Keith Gordon (nascut el 3 de febrer de 1961) és un actor i director de cinema estatunidenc.

## Biografia
Gordon va néixer a Nova York, fill de Mark, un actor i director de teatre, i de Barbara Gordon. Va créixer en una família atea jueva. GGordon es va inspirar per convertir-se en actor als dotze anys, després de veure James Earl Jones en una producció de Broadway de Of Mice and Men.
Com a actor, el primer paper de Gordon al llargmetratge va ser el del pallasso de classe Doug a Jaws 2 (la seqüela del 1978 del gran èxit Jaws ). El 1979 Gordon va aparèixer a la semiautobiogràfica de Bob Fosse Comença l'espectacle com la versió adolescent del protagonista de la pel·lícula Joe Gideon (interpretat per Roy Scheider, coprotagonista amb ell a Jaws 2). Gordon va aparèixer a dues pel·lícules de Brian De Palma: com a estudiant de cinema a Home Movies (1979) i al thriller eròtic de 1980 Vestida per matar com el fill del personatge d'Angie Dickinson. Gordon va interpretar Arnie Cunningham, el personatge principal (que compra el cotxe titular Christine), a la pel·lícula de terror de 1983 Christine, dirigida per John Carpenter a partir de la novel·la de Stephen King. A la pel·lícula de culte de 1985 La llegenda de Billie Jean Gordon va interpretar a Lloyd Muldaur, el fill d'un fiscal de districte que aspira a ser fiscal general. Va estar a la pel·lícula de Mark Romanek de 1986 Static, i va escriure el guió. A la pel·lícula de comèdia de 1986 Back to School, Gordon va interpretar Jason Melon, el fill del personatge de Rodney Dangerfield. En la majoria d'aquestes pel·lícules, va interpretar un nerd. Va ser nomenat número 1 als 7 nerds més convincents de Cinematicals. La seva aparició més recent a la pantalla va ser l'any 2001, a la pel·lícula El cel no pot esperar.
Gordon va deixar l'actuació per a la direcció, debutant el 1988 amb la pel·lícula The Chocolate War, sobre un estudiant que es rebel·la contra les rígides jerarquies de la seva escola catòlica. Les seves altres pel·lícules inclouen la pel·lícula contra la guerra de 1992 A Midnight Clear, sobre un grup de soldats nord-americans a les Ardenes just abans i durant l'ofensiva de les Ardenes, així com  Mother Night (adaptat de la novel·la de Kurt Vonnegut), Waking the Dead i la pel·lícula El detectiu cantant. També va dirigir algunes de les mini-sèries Wild Palms i va aparèixer al documental de 2006 sobre la guerra de l'Iraq Whose War?. Els seus crèdits de direcció per a televisió inclouen Homicide: Life on the Street, Gideon's Crossing, Dexter,  The Bridge, House, MD i la segona i tercera temporada de Fargo.

## Filmografia

### Pel·lícula
| Any  | Títol               | Director | Productor | Guionista |
| ---- | ------------------- | -------- | --------- | --------- |
| 1985 | Static              | No       | Sí        | Sí        |
| 1988 | The Chocolate War   | Sí       | No        | Sí        |
| 1992 | A Midnight Clear    | Sí       | No        | Sí        |
| 1996 | Mother Night        | Sí       | Sí        | No        |
| 2000 | Waking the Dead     | Sí       | Sí        | No        |
| 2003 | El detectiu cantant | Sí       | No        | No        |

Com a actor
| Any  | Títol                      | paper                    |
| ---- | -------------------------- | ------------------------ |
| 1978 | Jaws 2                     | Doug Fetterman           |
| 1979 | Meeting Halfway            | Paper desconegut         |
| 1979 | Studs Lonigan              | Jove Paulie Haggerty     |
| 1979 | Comença l'espectacle       | Jove Joe Gideon          |
| 1980 | Home Movies                | Dennis Byrd              |
| 1980 | Vestida per matar          | Peter Miller             |
| 1981 | Kent State                 | Jeff Miller              |
| 1982 | Silent Rebellion           | Chris                    |
| 1983 | Christine                  | Arnie Cunningham         |
| 1984 | Single Bars, Single Women  | Lionel                   |
| 1985 | La llegenda de Billie Jean | Lloyd Muldaur            |
| 1985 | Static                     | Ernie Blick              |
| 1986 | Back to School             | Jason Melon              |
| 1986 | Combat Academy             | Maxwell 'Max' Mendelsson |
| 1994 | I Love Trouble             | Andy                     |
| 1997 | The Player                 | Paper desconegut         |
| 2001 | El cel no pot esperar      | Mr. Baumgartner          |

### Televisió

#### Director
| Any       | Títol                        | Episodi(s)                                   |
| --------- | ---------------------------- | -------------------------------------------- |
| 1993      | Wild Palms                   | "Hungry Ghosts"                              |
| 1993      | Wild Palms                   | "The Floating World"                         |
| 1994      | Homicide: Life on the Street | "Extreme Unction"                            |
| 1995      | Fallen Angels                | "The Black Bargain"                          |
| 2002      | Shadow Realm/Night Visions   | "Patterns"                                   |
| 2005      | House, MD                    | "Sports Medicine"                            |
| 2010      | Rubicon                      | "In Whom We Trust"                           |
| 2013      | Rectify                      | "Always Be There" (també productor executiu) |
| 2011-2013 | The Killing                  | "Beau Soleil"                                |
| 2011-2013 | The Killing                  | "Donnie or Marie"                            |
| 2011-2013 | The Killing                  | "Eminent Domain"                             |
| 2006-2013 | Dexter                       | "Truth Be Told"                              |
| 2006-2013 | Dexter                       | "The Dark Defender"                          |
| 2006-2013 | Dexter                       | "Morning Comes"                              |
| 2006-2013 | Dexter                       | "Our Father"                                 |
| 2006-2013 | Dexter                       | "All in the Family"                          |
| 2006-2013 | Dexter                       | "Do You Take Dexter Morgan"                  |
| 2006-2013 | Dexter                       | "Dirty Harry"                                |
| 2006-2013 | Dexter                       | "Lost Boys"                                  |
| 2006-2013 | Dexter                       | "In the Beginning"                           |
| 2006-2013 | Dexter                       | "Beautiful Day"                              |
| 2013-2014 | The Bridge                   | "The Beetle"                                 |
| 2013-2014 | The Bridge                   | "Yankee"                                     |
| 2014      | The Strain                   | "It's Not for Everyone"                      |
| 2014      | Masters of Sex               | "Blackbird"                                  |
| 2015      | The Returned                 | "Camille" (també productor executiu)         |
| 2014-2015 | Nurse Jackie                 | "Nancy Wood"                                 |
| 2014-2015 | Nurse Jackie                 | "Nice Ladies"                                |
| 2014-2017 | The Leftovers                | "Two Boats and a Helicopter"                 |
| 2014-2017 | The Leftovers                | "Ten Thirteen"                               |
| 2014-2017 | The Leftovers                | "Don't Be Ridiculous"                        |
| 2017      | Better Call Saul             | "Off Brand"                                  |
| 2015–2017 | Fargo                        | "Did You Do This? No, You Did It!"           |
| 2015–2017 | Fargo                        | "Loplop"                                     |
| 2015–2017 | Fargo                        | "Aporia"                                     |
| 2015–2017 | Fargo                        | "Somebody to Love"                           |
| 2018      | Legion                       | "Chapter 19"                                 |
| 2013-2020 | Homeland                     | "Good Night"                                 |
| 2013-2020 | Homeland                     | "Trylon and Perisphere"                      |
| 2013-2020 | Homeland                     | "Super Powers"                               |
| 2013-2020 | Homeland                     | "Fair Game"                                  |
| 2013-2020 | Homeland                     | "The Man in the Basement"                    |
| 2013-2020 | Homeland                     | "False Friends"                              |
| 2020      | Dispatches from Elsewhere    | "The Creator"                                |

#### Actor
| Any  | Títol              | Paper                 | Episodi(s)                                    |
| ---- | ------------------ | --------------------- | --------------------------------------------- |
| 1975 | Medical Center     | Herbie                | "The Price of a Child"                        |
| 1982 | American Playhouse | Chris Panakos         | "My Palikari"                                 |
| 1989 | Miami Vice         | Prof. Terrence Baines | "Leap of Faith"                               |
| 1990 | WIOU               | George Lewis          | "Do the Wrong Thing"                          |
| 1990 | WIOU               | George Lewis          | "Mother Nature's Son"                         |
| 1993 | Brooklyn Bridge    | Cousin Herbie         | "The Wild Pitch"                              |
| 2009 | Dexter             | Kyle Butler #2        | "Hello, Dexter Morgan"                        |
| 2018 | On Cinema          | Ell mateix            | "The 5th Annual Live On Cinema Oscar Special" |

## Nominacions a premis
Premis Independent Spirit
Millor guió - A Midnight Clear (1992)
Millor primera pel·lícula - The Chocolate War (1988)
XXXVI Festival Internacional de Cinema Fantàstic de Catalunya
Millor pel·lícula – El detectiu cantant (2003)